# دهستان چهل منی
دهستان چهل منی، یکی از دهستان‌های بخش سرخ قلعه شهرستان قلعه‌گنج در استان کرمان ایران است. مرکز این دهستان، روستای چهل منی است.

## جمعیت
بر پایه سرشماری عمومی نفوس و مسکن در سال ۱۳۹۵، جمعیت دهستان چهل منی برابر با ۷٬۷۱۲ نفر بوده‌است.